# 矢ノ浦国満
矢ノ浦 国満（やのうら くにみつ、1941年2月23日 - ）は、昭和中期（1960年代）のプロ野球選手（内野手）。福岡県出身（満州生まれ）。右投げ右打ち。

## 経歴
東筑高では同期のエース村上俊義（ブリヂストンタイヤ－阪神－阪急）を擁し、遊撃手、四番打者として1959年夏の甲子園県予選決勝まで駒を進めるも、戸畑高に敗れ甲子園出場を逸する。
翌1960年、近鉄バファローに入団。当時の近鉄は正遊撃手だった鈴木武が千葉茂監督との不和もあって出場機会を減らされており、この好機に守備を買われ、高卒新人ながら開幕戦で先発出場を果たし、2安打1打点を記録した。これは2013年に大谷翔平（日本ハム）が再び記録するまでは唯一の快挙であった。結局、鈴木がシーズン途中で大洋に移籍したため、そのまま遊撃手のレギュラーとして定着、俊足好打のリードオフマンとして活躍する。同年は規定打席（22位、打率.256）にも到達した。1964年には打率.286とベストテン9位に喰い込む好記録を残し、近鉄ピストル打線の切り込み隊長としてオールスター戦にも出場した。
特に守備においては近鉄史上に残る遊撃手だったが、1965年から打撃不振に陥り、若手の安井俊憲らが台頭。生来のギャンブル好きによる借金問題もあり、翌1966年に豊田泰光の故障で遊撃手の補強が必要となったサンケイアトムズに移籍。レギュラーの座は確保したが、2年連続で打撃成績がリーグ最下位と低迷。1968年には読売ジャイアンツに移籍、二塁手として起用されるが、出場試合数は7試合に留まり、同年シーズン終了後退団。
1969年、新規に発足した国際的野球リーグ「グローバルリーグ」に森徹（元中日）らと共に参加し、話題を呼んだ。同リーグが財政問題で破綻した後、メジャーリーグの新設球団であるサンディエゴ・パドレスのスカウトを受けるが、保証人の問題や条件面で折り合わず入団はならなかった。
引退後は大阪の永井撚糸や不動産会社の太洋ランドに勤めていたが、1973年にギャンブルの借金に起因する業務上横領で書類送検されている。
20代での早い引退となったのは、ギャンブルと借金で生活が荒れたことが一因だが、1970年の黒い霧事件を巡る報道では、既に引退済みのため、不問とされた選手として矢ノ浦の名前が挙がっていた。後年、野村克也も近鉄の遊撃手が敗退行為を行っていたことを記している。

## 詳細情報

### 年度別打撃成績
| 年 度     | 球 団     | 試 合 | 打 席 | 打 数 | 得 点 | 安 打 | 二 塁 打 | 三 塁 打 | 本 塁 打 | 塁 打 | 打 点 | 盗 塁 | 盗 塁 死 | 犠 打 | 犠 飛 | 四 球 | 敬 遠 | 死 球 | 三 振 | 併 殺 打 | 打 率 | 出 塁 率 | 長 打 率 | O P S |
| --------- | --------- | ----- | ----- | ----- | ----- | ----- | -------- | -------- | -------- | ----- | ----- | ----- | -------- | ----- | ----- | ----- | ----- | ----- | ----- | -------- | ----- | -------- | -------- | ----- |
| 1960      | 近鉄      | 110   | 414   | 387   | 33    | 99    | 13       | 7        | 3        | 135   | 30    | 4     | 5        | 7     | 0     | 20    | 8     | 0     | 51    | 8        | .256  | .292     | .349     | .641  |
| 1961      | 近鉄      | 128   | 550   | 525   | 48    | 119   | 16       | 6        | 9        | 174   | 38    | 4     | 7        | 7     | 3     | 13    | 1     | 2     | 95    | 4        | .227  | .248     | .331     | .580  |
| 1962      | 近鉄      | 114   | 479   | 451   | 70    | 123   | 25       | 5        | 10       | 188   | 35    | 13    | 8        | 5     | 3     | 17    | 0     | 3     | 89    | 3        | .273  | .304     | .417     | .720  |
| 1963      | 近鉄      | 123   | 477   | 429   | 59    | 117   | 21       | 3        | 6        | 162   | 34    | 16    | 15       | 5     | 2     | 36    | 2     | 5     | 75    | 5        | .273  | .336     | .378     | .714  |
| 1964      | 近鉄      | 115   | 499   | 461   | 47    | 132   | 24       | 7        | 8        | 194   | 36    | 7     | 10       | 8     | 5     | 24    | 0     | 1     | 63    | 9        | .286  | .323     | .421     | .744  |
| 1965      | 近鉄      | 79    | 309   | 288   | 32    | 61    | 14       | 1        | 7        | 98    | 23    | 2     | 6        | 5     | 1     | 13    | 0     | 2     | 53    | 10       | .212  | .251     | .340     | .591  |
| 1966      | サンケイ  | 117   | 442   | 408   | 39    | 92    | 12       | 3        | 10       | 140   | 37    | 4     | 6        | 11    | 5     | 16    | 2     | 2     | 74    | 8        | .225  | .258     | .343     | .601  |
| 1967      | サンケイ  | 120   | 490   | 445   | 49    | 102   | 14       | 4        | 4        | 136   | 31    | 5     | 7        | 12    | 1     | 28    | 0     | 4     | 58    | 9        | .229  | .281     | .306     | .587  |
| 1968      | 巨人      | 7     | 5     | 5     | 2     | 1     | 0        | 0        | 0        | 1     | 0     | 0     | 0        | 0     | 0     | 0     | 0     | 0     | 3     | 0        | .200  | .200     | .200     | .400  |
| 通算：9年 | 通算：9年 | 913   | 3665  | 3399  | 379   | 846   | 139      | 36       | 57       | 1228  | 264   | 55    | 64       | 60    | 20    | 167   | 13    | 19    | 561   | 56       | .249  | .288     | .361     | .649  |

- 各年度の太字はリーグ最高

### 記録
初記録
- 初出場・初先発出場：1960年4月9日、対東映フライヤーズ1回戦（駒澤野球場）、7番・遊撃手で先発出場
- 初打席・初安打：同上、2回表に土橋正幸から中前安打
- 初打点：同上、8回表に山本義司から左前適時打
- 初本塁打：1960年6月15日、対大毎オリオンズ8回戦（日生球場）、4回裏に三平晴樹から左越ソロ

その他の記録
- オールスターゲーム出場：3回 （1963年、1964年、1966年）

### 背番号
- 9（1960年 - 1962年）
- 1（1963年 - 1965年）
- 5（1966年 - 1967年）
- 22（1968年）